# Dicranomyia (Pseudoglochina) pulchripes
Dicranomyia (Pseudoglochina) pulchripes is een tweevleugelige uit de familie steltmuggen (Limoniidae). De soort komt voor in het Australaziatisch gebied.